# حامد آقایی
حامد آقایی (زاده ۵ مهر ۱۳۷۶ در اردبیل) یک بازیکن فوتبال اهل ایران است.
وی فوتبال حرفه‌ای را از باشگاه فوتبال پاس همدان شروع کرده و در سال (۱۳۹۵) ۲۰۱۶ به باشگاه فوتبال پرسپولیس پیوسته بود.